# Komet Thatcher
Komet Thatcher (uradna oznaka C/1861 G1) je komet, ki ga je odkril A. E. Thatcher 5. aprila 1861 v New Yorku, ZDA. Neodvisno ga je odkril tudi nemški ljubiteljski astronom in izdelovalec ur Carl Wilhelm Baeker (1819–1882). Komet so opazovali že pred 2000 leti na Kitajskem.

## Značilnosti
Soncu se je najbolj približal 3. junija 1861 na razdaljo približno 1,0 a.e. Zemlji se je najbolj približal 5. maja 1861 na razdaljo 0,34 a.e.
Komet Thatcher je starševsko telo za meteorski roj Liridov, ki se vsako leto pojavljajo od 15. do 28. aprila.